# Quinto Levanta
Quinto Levanta es una canción tradicional española de origen militar, es el toque de diana, pero que ha trascendido ese ámbito y se ha convertido en una canción popular.
También aparece en el preludio de la zarzuela de Pablo Luna y Enrique Bru La chula de Pontevedra.

## Letra
La letra puede variar entre persona y persona, sin embargo siempre se conserva la oración "Quinto levanta" acompañada de otras que pueden variar.
La más conocida es:
Quinto levanta

Tira de la manta

Quinto levanta

Tira del mantón

Que viene el sargento ¡que viene! ¡que viene! con el cinturón

Déjalo que venga, déjalo venir

Que yo me quedo en cama, que yo quiero dormir.

## Usos
Desde hace muchos años ha sido el toque de corneta para despertar a la tropa, el "Toque de diana".

## Modalidades
- En la comarca del Bergadá (Barcelona), se canta mientras se camina al paso del pingüino.

- Datos: Q7272459